# Andreaea rupestris
Andreaea rupestris là một loài rêu trong họ Andreaeaceae. Loài này được Hedw. mô tả khoa học đầu tiên năm 1801.